# Solaster syrtensis
Solaster syrtensis är en sjöstjärneart som beskrevs av Addison Emery Verrill 1894. Solaster syrtensis ingår i släktet Solaster och familjen solsjöstjärnor. Inga underarter finns listade i Catalogue of Life.